# Könyvkiadás
Könyvkiadásnak nevezzünk minden olyan tevékenységet, amikor különböző tárgyú műveket kiválasztanak, előkészítenek és megjelentetnek. A könyvkiadás fogalma folyamatos átalakuláson ment keresztül a történelem során, viszont ami mindvégig közös volt, hogy a könyvek kiadása a könyvkereskedelemre épült.

## Könyvkiadás története
Már a római birodalomban találkozni lehet azzal i. e. I. századtól, hogy a könyvkereskedők nemcsak eladták, hanem előzőleg le is másoltatták az eladni kívánt kéziratokat. De léteztek olyan kiadók is Rómában, amelyek nem végeztek könyvkereskedelmi tevékenységet, pontosabban bizonyos témákra, egyénekre szakosodtak. A Sosius testvérek elsősorban szépirodalommal foglalkoztak (ezen belül Horatius műveinek kiadására helyezték a legnagyobb hangsúlyt), Valerianus Pollius politikai és jogi könyveket adott ki, Atticus pedig Cicero műveit. Volt olyan szerző, Martialis, akinek több kiadó is kiadta a műveit: Quintus Pollius Valerianus az ifjúkori verseit, Secundus – aki egy felszabadított rabszolgából lett egyszerre könyvkiadó és könyvkereskedő és a kis pergamenpéldányokra specializálta magát – az első könyveit, Atrectus – aki díszes, drága tekercseket árult – mint vetélytárs, díszesen elkészített kötetet adott ki tőle. Később epigrammái díszkötéses árusítására egy Tryphon nevű egyén szerez jogot, akit a kiadójának is nevezett egyben Martialis.
A Sosius testvérek és Atticus másolóirodáiban a rabszolgáknak lediktálták a megjelenő mű példányait, amit ők csoportosan írtak le, így az akkori átlagos kiadásszámoknál nagyobb példányszámban tudtak megjelenni a művek.
Az ismert szónokok és írók kaptak honoráriumot, de a kevésbé méltányolt tudósok és költők nehezen találtak kiadót maguknak, s ha mégis akadt valaki, aki kiadta írásukat, honoráriumot nem fizetett nekik. Az írók ezért úgy segítettek magukon, hogy gazdag mecénásra igyekeztek szert tenni, akinek írásművüket ajánlották. Cserébe a mecénás megajándékozta a szerzőt, vagy esetleg állandó támogatásban részesítette.
A középkorban a könyv nem volt árucikk, így könyvkiadás sem létezett sokáig, a kódexeket is csak ajándékozás vagy csere céljából másolták át a kolostorokban.
A 11–14. században több európai városban egyetemek jöttek létre (az első középkori európai egyetem a bolognai egyetem volt 1088-ban). Az egyetemek létrehozása szükségessé tette egyetemi jegyzetek elkészítését és közreadását. Az egyetemi jegyzeteket – vagyis a péciákat – és tankönyveket stacionárius irányításával diákok másolták soronkénti díjazásért. A stacionariusok olyan személyek voltak, akiknek az állandó, helyhez kötött boltjában „peciákat” lehetett kölcsönözni és emellett sokszorosították is azokat.
A mai értelemben vett könyvkiadás a könyvnyomtatás megjelenésével vette kezdetét, mivel a nyomdászok nagyobbrészt nemcsak kinyomtatták, hanem ki is adták és terjesztették is a könyveket.
A 17–18. században viszont a szerzők már maguk adták ki a könyveiket, a kiadás költségeit pedig mecénások megnyerésével, előfizetők gyűjtésével próbálták előteremteni (némely nyomdász viszont még a 17. század végén is felvállalta azt a szerepet, hogy könyveket adott ki). A 17. században a holland Elzevir család kiadója például jelentős kiadó-nyomdavállalat volt.
A 18. század második felétől jelennek meg a mai értelemben vett könyvkiadók, akik önálló  vállalkozóként tiszteletdíj ellenében átveszik a szerzőtől a kiadás jogát.
1812–ben Friedrich Koenig feltalálta a tégelyes gyorssajtót, ezáltal a művek gyorsabban állítódtak elő nagyobb példányszámot téve lehetővé. A könyvkiadók épp ezért saját nyomdákat is alkalmazni kezdtek. A sikeresebb írókat, költőket most már szerződésekkel próbálták magukhoz kötni.
A technika fejlődése és a világgazdaság átalakulása mind nagyobb tőkebefektetéseket tett szükségessé, így a 19. század végére nagy kapitalista részvénytársaságokká alakult át sok könyvkiadó.
A 19. század neves könyvkiadói voltak: * Németországban: a Cotta könyvkiadó és könyvkereskedő cég (Stuttgart);
- a Göschen Könyvkiadó (ez 1838–1868 között a Cotta-család tulajdona volt, majd önálló lett megint) (Lipcse);
- a Teubner Könyvkiadó (Lipcse);
- a Reclam Könyvkiadó (Lipcse).
- Amerikában és Angliában: - a Harper Könyvkiadó (New York)

- és a Macmillan Könyvkiadó (Londonban nyílt meg 1843-ban, később fiókokat nyitott New Yorkban, Bostonban, Chicagóban, San Franciscóban).
- Franciaországban: - Hachette Könyvkiadó (Párizs).
- Olaszországban: - Hoepli Könyvkiadó (Milánó).

A szerzőnek lehetősége van saját gondozásban is megjelentetni könyvét.

## A magyarországi könyvkiadás története
A magyarországi könyvkiadás 20. századi történetére vonatkozólag 

## Könyvkiadó
A könyvek többnyire könyvkiadók gondozásában jelennek meg sokszorosításban, eleinte többnyire nyomtatásban, a 2000–es évek elejétől az Amerikai Egyesült Államokból kiindulva viszont már tömegesen megjelentek az elektronikus formában megjelenő könyvek, amelyeknek kiadásában az elektronikus könyvkiadók segédkeztek (utóbbi könyvkiadók viszont változatlanul vannak olyanok, akik emellett továbbra is kiadnak nyomtatott könyveket).
A könyvkiadó számára a könyvkiadás egyfelől jogi, másrészt gazdasági ügylet a szerző és közte, másfelől közte és a könyv terjesztői és vásárlói között. Magánkiadásban ritkábban adnak ki könyveket.
A könyv címlapján szerepelnie kell a kiadó nevének, ez azonban nem minden esetben történt így a könyvkiadás történetében (ilyenkor s.n.-el, vagyis "sine nomine" meghatározással jelzik a könyvtári katalógusokban a kiadó ismeretlen voltát).
A könyvkiadó és a szerző kapcsolatának fontos részét képezi a szerzői jog, ilyenkor a szerző számára a könyvkiadó tiszteletdíjat biztosít.
A kiadói jog a fordítás jogát is szabályozza és védelmet nyújt a kalózkiadások ellen.
A szerző kéziratán a szerkesztő(i)vel együtt dolgozik, majd következik a tördelés. Ezután a publikálásra kész könyvet végül még egyszer teljes egészében ellenőrzi a korrektor.